# Capacitor discharge ignition

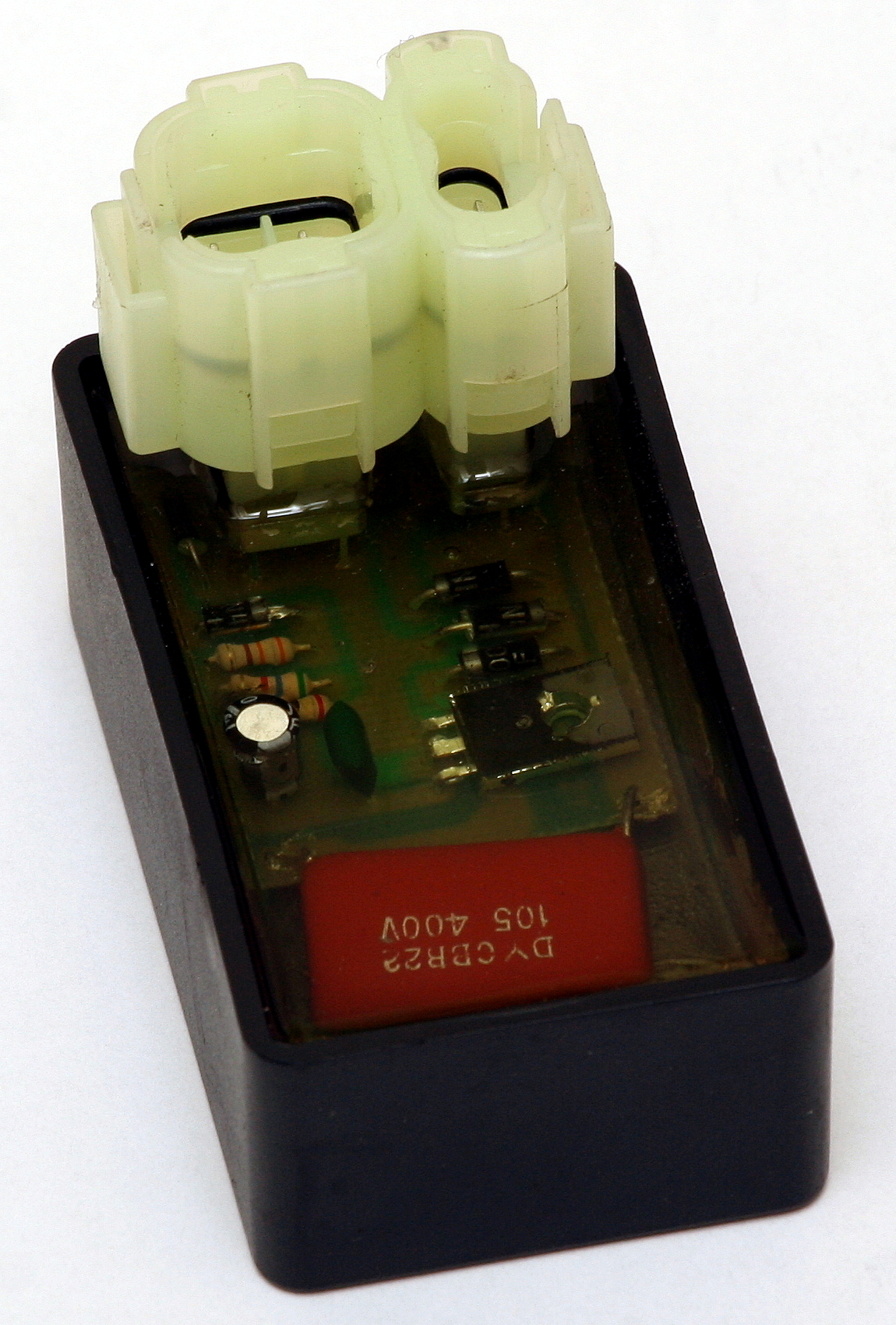
CDI-module

Een capacitor discharge ignition (letterlijk: condensator-ontlaadontsteking), afkorting CDI is een elektronische ontsteking waarbij een condensator met een spanning van 300 à 400 volt wordt ontladen over de primaire wikkeling van de bobine en daardoor in het secundaire gedeelte een zeer sterke vonk opwekt. 
Deze ontsteking is vanaf begin jaren zeventig tot de dag van vandaag populair bij fabrikanten van motorfietsen en buitenboordmotoren.